# انتقام عقاب سیاه
انتقام عقاب سیاه (به انگلیسی: Revenge of Black Eagle) یک فیلم اکشن و ماجراجویانه ایتالیایی محصول سال ۱۹۵۱ به کارگردانی ریکاردو فردا که دنباله‌ای بر فیلم عقاب سیاه (فیلم ۱۹۴۶) محسوب می‌شود.